# Нунжессер, Шарль
Шарль Нунжессер (фр. Charles Eugene Jules Marie Nungesser; 15 марта 1892, Париж — май 1927, Атлантический океан) — французский лётчик-истребитель Первой мировой войны, ас, по количеству сбитых аэропланов третий в ряду после Рене Фонка и Жоржа Гинемера.

## Ранние годы
Шарль Нунжессер родился 15 марта 1892 года в Париже в семье торговца мясом Лорана Эжена Нунжессера, матерью его была Лор Адель Пригне.
Шарль провёл своё детство в Сен-Манде и в Валансьене, где жил с матерью после развода родителей. Он хорошо рисовал и поступил учиться в Школу искусств и ремёсел в Валансьене, где получил диплом механика. Был очень увлечён спортом и отличился в боксе.
Пятнадцати лет он уехал в Южную Америку в поисках дяди; сначала в Бразилию в Рио-де-Жанейро, а затем в Аргентину в Буэнос-Айрес. Работал в гасиенде, потом автомехаником. Наконец стал профессиональным мотогонщиком. Заинтересовавшись авиацией, Нунжессер самостоятельно научился летать на самолёте «Блерио», принадлежавшем другу.

## Первая мировая война
Когда началась Первая мировая война, Нунжессер воевал в гусарском полку. Он сразу же отличился, захватив немецкий штабной автомобиль, а затем перегнав его через линию фронта. За это был награждён Военной медалью.
В ноябре 1914 года поступил в лётную школу. По её окончании с 8 апреля 1915 года, летал на двухместном «Вуазене» в 106-й разведывательной эскадрилье.
Впервые сбил вражеский самолёт 31 июля 1915 года.
Однажды ему удалось выдержать бой с пятью «Альбатросами», один из которых был повреждён и сел вблизи Нанси. После этого случая Шарля перевели в 65-ю истребительную эскадрилью, оснащённую «Ньюпорами». Там новичок быстро приобрёл известность головокружительной воздушной акробатикой. В Шарле Нунжессере наиболее ярко воплотились черты французского национального характера: бесшабашная удаль, стремление всегда быть в центре внимания и презрение к всяческой дисциплине. Война была для него своего рода спортом. Этот отчаянный храбрец всегда пользовался любовью своих товарищей.

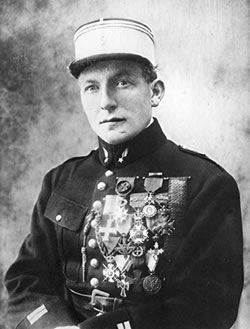
Шарль Нунжессер

29 января 1916 года Нунжессер разбился во время испытаний нового биплана. Ранения были очень серьёзными — сломанные ноги и повреждение нёба, из-за чего стало трудно понимать его речь.
Через два месяца он снова участвовал в боевых действиях. Счёт его побед продолжал расти, но росло и число его ранений. Пулевое ранение оставило шрам на губе, челюсть была сломана, одно колено было смещено. После госпиталя он всегда возвращался на фронт, и ему приходилось пользоваться костылями, чтобы подойти к самолёту.
Нюнжессер стал асом в апреле 1916 года, а к концу года сбил 21 аэроплан.
В 1917 году Нунжессер для устрашения неприятеля украсил свой самолёт мрачной эмблемой: червонный туз, внутри которого располагались пиратский череп с костями и гроб с двумя свечами.
Удача сопутствовала асу в боях. Но в апреле 1917 года его самолёт был сбит, и Нунжессер с тяжёлыми переломами попал в госпиталь. Ему грозило полное отстранение от полётов. Однако Шарлю спустя несколько месяцев удалось добиться возвращения в строй, хотя он с большим трудом мог ходить. В кабину самолёта его на руках поднимал механик Пошён. Но в воздухе Нунжессер преображался, забывая о своих увечьях.
В течение войны он получил перелом черепа, сотрясение головного мозга, множественные повреждения внутренних органов, пять переломов верхней челюсти, два перелома нижней челюсти, осколок зенитной шрапнели в правой руке, вывих обоих колен, пулевое ранение в рот, пулевое ранение в ухо, атрофию сухожилия в левой ноге, атрофию мышц голени, вывих ключицы, запястья и правого голеностопного сустава, выбитые зубы и многочисленные ушибы. После войны наиболее тяжёлые он даже перечислял на своей визитной карточке, а также другие повреждения, «слишком многочисленные, чтобы их упоминать».
Свою последнюю победу Нунжессер одержал 15 августа 1918 года.
В сентябре он потерпел поражение в бою с «Хальберштадтом». Последовал перевод в лётную школу. В декабре он попал в автомобильную аварию.
Всего Нунжессер сбил 45 самолётов (плюс 9 неподтверждённых побед), став третьим французским асом после Рене Фонка и Жоржа Гинемера. Близким другом его был такой же блестящий лётчик и неукротимый сорвиголова Жан Наварр. Об их шумных кутежах и эскападах в ночном Париже ходили легенды.

## Последний полёт
После окончания войны Нунжессер не смог адаптироваться к мирной жизни. В ноябре 1918 года он организовал частную лётную школу, но она вскоре обанкротилась. Показательные выступления в Америке не принесли удовлетворения.
28 июля 1923 года он женился на Консуэло Хэтмейкер (Hatmaker). Однако брак продлился недолго, супруги развелись 9 сентября 1926 года.

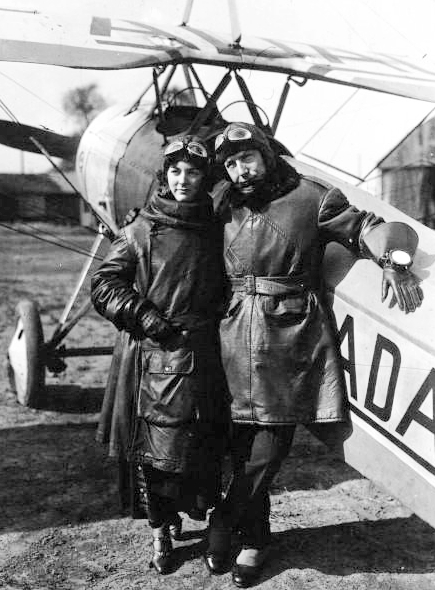
Шарль Нунжессер с женой Консуэло Хэтмейкер у аэроплана Моран, 1923

В 1927 году Нунжессер решил пересечь Атлантический океан вместе с фронтовым другом Франсуа Коли на одномоторном самолёте PL8, фирмы «Левассёр». За успешный перелёт они должны были получить премию Ортейга и 25 000 долларов призового вознаграждения. Самолёт назвали «Белой птицей» (фр. L’Oiseau Blanc), на его борту Нунжессер нарисовал свою эмблему времён войны. При подготовке к полёту, с машины было убрано всё, что возможно, включая радиостанцию, чтобы увеличить запас горючего; шасси сбрасывались при взлёте, поскольку самолёт должен был сесть на воду в Нью-Йорке у статуи Свободы.
Вылетев из Ла Бурже 8 мая в 5 часов 18 минут утра, самолёт исчез. Последнее сообщение о нём было из Бостона: «8 мая в 16 часов 40 минут „Белая птица“ проследовала в направлении Нью-Йорка». Самолёт и лётчиков найти не удалось.
Исчезновение «Белой птицы» считается одной из самых больших загадок в истории авиации. В 1961 году в море была случайно найдена деталь «Белой птицы». Современные исследователи считают, что «Белой птице» удалось долететь до Ньюфаундленда, а разбился биплан на территории штата Мэн.

## Фильмы
В 1924 году Нунжессер снялся в немом фильме «Покоритель неба»(«The Sky Raider») по книге Пьера Мариэля, написанной о нём, с предисловием самого авиатора. Оригинал фильма был потерян.
В 1926 году Нунжессер принял участие в съёмках сцен воздушных боев фильма «Утренний патруль» («The Dawn Patrol»). Фильм вышел в прокат в 1930 году.
В 1970-х годах вышел французский фильм «Супер-ас» с Жаном-Полем Бельмондо главной роли, где использовались случаи из жизни Нунжессера. Кроме воздушных боёв показана его ночная жизнь в Париже, ставшая легендой.
Канадским телевидением в 1999 году о Нунжессере и Коли был снят детский фильм «Мёртвые авиаторы» (в США фильм вышел под названием «Неупокоенные души»).
Телевизионный сериал «Хроники молодого Индианы Джонса» (по Джорджу Лукасу) 1992—1996. Индиана Джонс (Шон Патрик Флэнери) будучи бельгийским офицером, временно прикреплённым к эскадрилье Лафайет, встречает французского лётчика-аса Шарля Нунжессера (Патрик Туми). Нунжессер изображён безрассудным, ярким и харизматичным героем.

## Награды
- орден Почётного легиона
- Военный крест (Франция) с 28 пальмами
- Военная медаль
- крест Короны Леопольда (Бельгия)
- крест «За выдающиеся заслуги» (США)
- Военный крест (Португалия)
- орден Звезды Карагеоргия (Сербия)
- крест за Храбрость (Сербия)

## Другие награды
- Военный крест с 15 пальмами (Франция)
- Орден Леопольда (Бельгия)
- Военный крест (Бельгия)
- Военный крест (Великобритания)
- Медаль Победы
- Памятная медаль войны 1914—1918 (Франция)
- Знак за ранение
- Медаль за Верден

## Память
Стадион «Нунжессер» в Валансьене, построенный в 1930 году, назван в честь знаменитого лётчика.
Памятник в честь Шарля Нунжессера, Франсуа Коли и Чарльза Линдберга в Ле Бурже в Париже (открыт 8 мая 1928). На нём стоит надпись: «Тем, кто решился и кто победил».

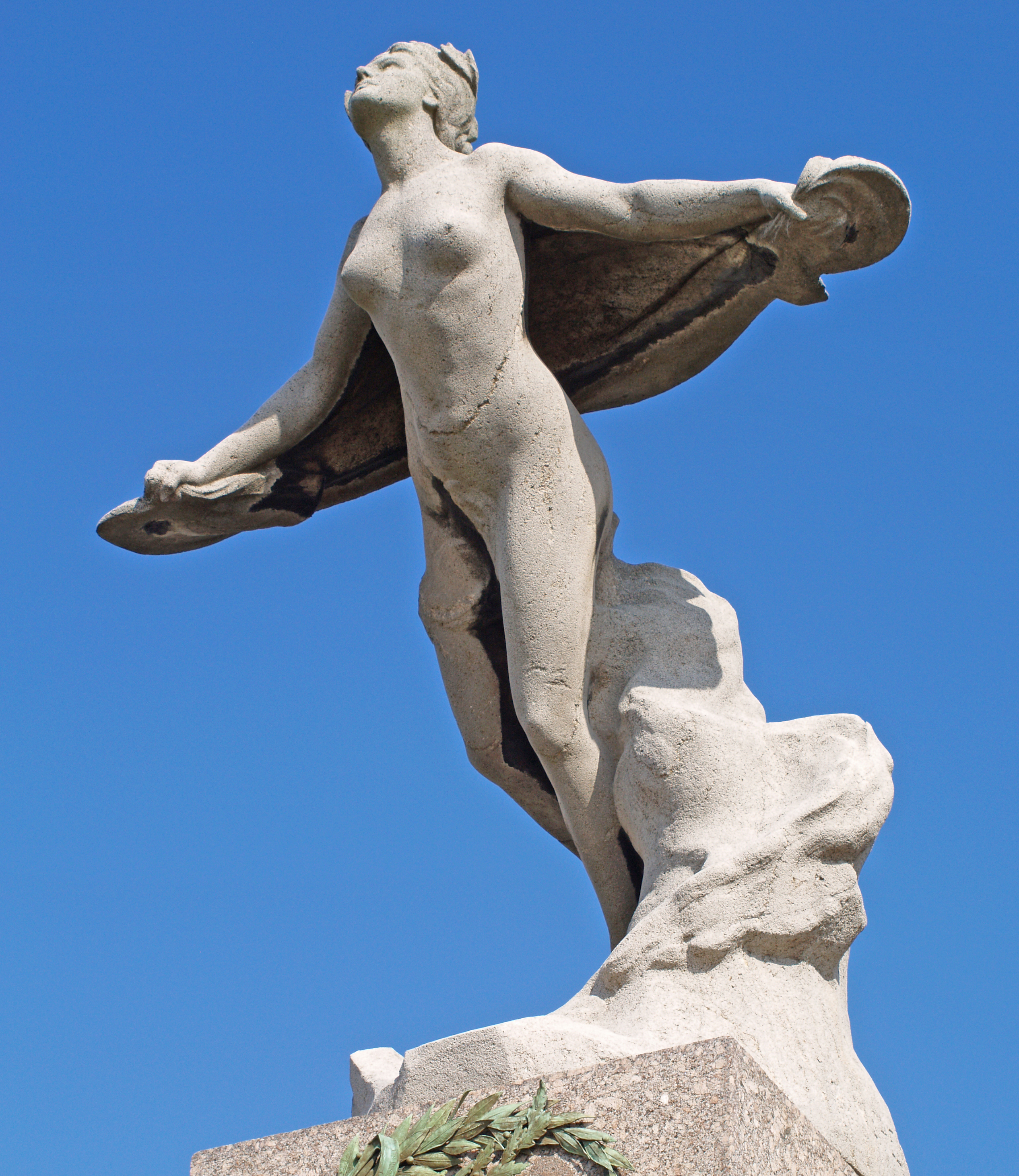
Памятник в честь Нунжессера, Коли и Линдберга в Ле Бурже в Париже

Памятник Нунжессеру и Коли на скалах Этрета был воздвигнут в 1927 году, чтобы отметить последнее место, где «Белая птица» была замечена во Франции. В 1942 году памятник был разрушен немецкими оккупационными войсками. Новый памятник был возведен в 1963 году на вершине одного из утесов. Неподалеку расположен музей.
Во Франции в 1967 году выпущена памятная почтовая марка в честь сорокалетия полёта «Белой птицы».

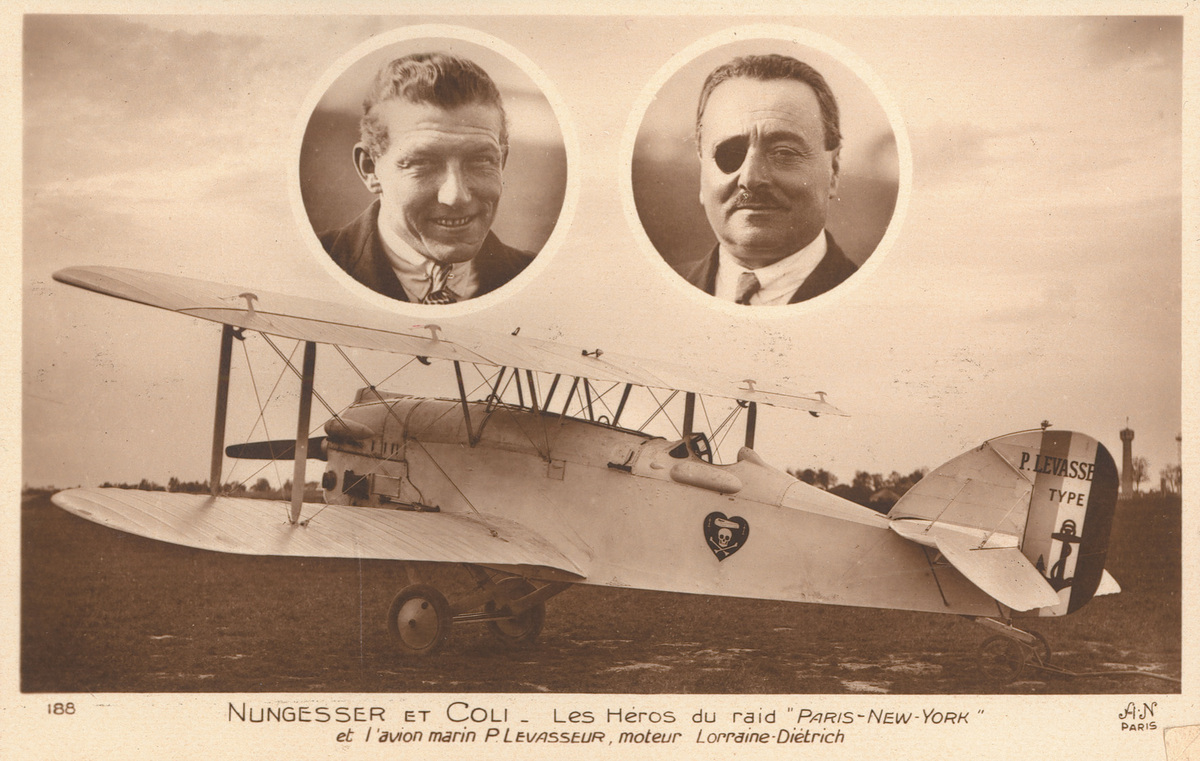
Шарль Нунжессер и Франсуа Коли. Открытка. 1927.

В 16-м округе Парижа в честь героев-авиаторов названа «Улица Нунжессера и Коли».
Улицы, названные в честь Нунжессера и Коли, есть во многих городах Франции.
В городе Гандер, Ньюфаундленд, Канада улица названа в честь Нунжессера.
В канадской провинции Онтарио в честь погибших лётчиков названы два озёра: озеро Нунжессера и озеро Коли.